# Grand cercle républicain (Frankreich)

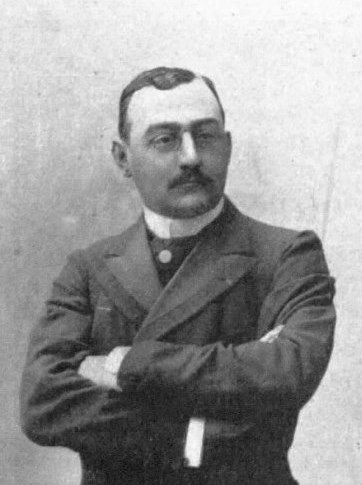
Marcel Fournier (Foto Pirou)

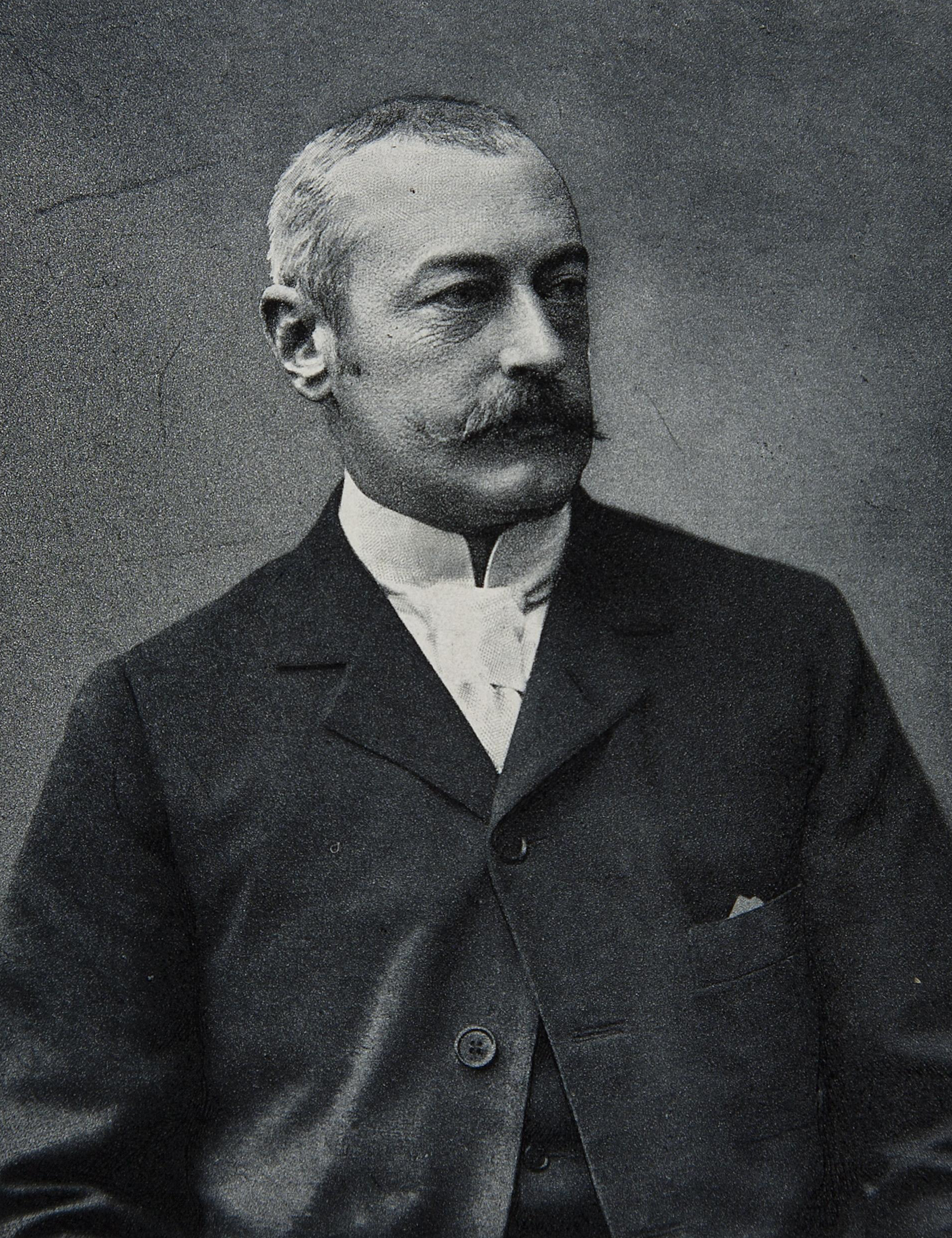
Pierre Waldeck-Rousseau

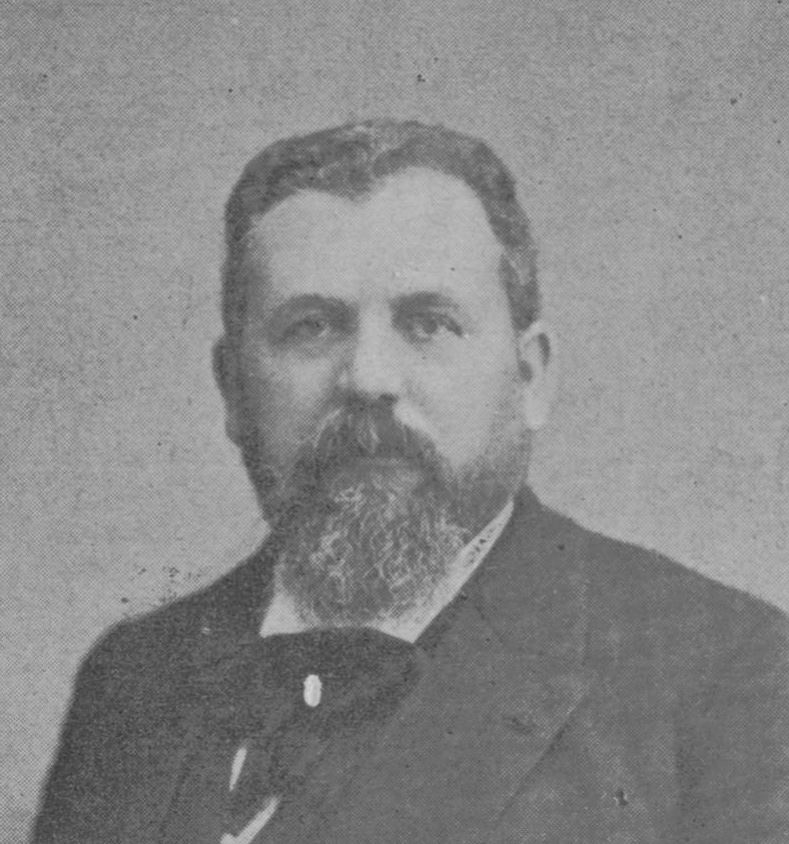
Charles Expert-Bezançon (Monde illustré, 1903)

Der Grand cercle républicain (großer republikanischer Kreis) war eine französische politische Gruppierung, die am 15. Februar 1898 gegründet wurde, um die Progressive Partei (gemäßigte Republikaner) zu strukturieren. Er wurde Opfer der Spaltung dieser Partei während der Dreyfus-Affäre und löste sich Ende 1900 auf.

## Geschichte
Am 21. Dezember 1896 schlug der Direktor der Revue politique et parlementaire, Marcel Fournier, bei einem von ihm veranstalteten Abendessen vor, „einen Grand cercle républicain zu gründen, der ... ein Zentrum der Information, der ständigen Aktion und der Annäherung für alle sein sollte“. Die Idee wurde im Juni des folgenden Jahres von Pierre Waldeck-Rousseau weiterentwickelt. Er skizzierte das Projekt einer zentralen Organisation, die in der Lage sein sollte, nützliche Informationen zu sammeln, die Bemühungen und Abstimmungen der Regierungsrepublikaner um ein gemeinsames Programm herum zu koordinieren, mit der Presse zu kommunizieren und auf die öffentliche Meinung einzuwirken. Sofort wurde ein Initiativkomitee mit Vertretern verschiedener gemäßigter parlamentarischer Fraktionen (Republikanische Union im Senat, Linke im Senat, Centre gauche im Senat, Regierungsrepublikaner in der Abgeordnetenkammer) gebildet. Ein erstes Rundschreiben wurde am 1. August herausgegeben.
Anlässlich eines republikanischen Banketts in Reims am 24. Oktober 1897 erläuterte Waldeck-Rousseau seine Vision und erklärte, dass die künftige Organisation die bestehenden republikanischen Vereinigungen wie die Association nationale républicaine unter dem Vorsitz von Honoré Audiffred, die Association gambettiste unter dem Vorsitz von Jules Cazot, die Union libérale républicaine unter dem Vorsitz von Henri Barboux und das Comité national républicain du commerce et de l'industrie unter dem Vorsitz von Charles Expert-Bezançon nicht aufheben, sondern stärken werde. Bereits am nächsten Tag wurde ein zweites Rundschreiben verfasst. Darin wurden weitere Einzelheiten erläutert und ein Mitgliedsbeitrag festgelegt. Ein Vereinslokal wurde in der Rue de Gramont Nr. 30 an der Ecke zum Boulevard des Italiens (Nr. 15) gefunden. Neben seinen politischen Funktionen sollte es alle Annehmlichkeiten eines Clubs im englischen Stil bieten, mit Lesesaal, Salons und Speisesaal.
Die Gründungsversammlung fand am 15. Februar 1898 in Anwesenheit von 600 Personen statt. Der Präsident des Cercle, Waldeck-Rousseau, verkündete dort die Notwendigkeit, „eine große, kompakte, homogene Partei zu bilden ... mit einer klar definierten Ausrichtung, einer Disziplin, einer höheren, konstanten und respektierten Führung“.
Ende 1898 zählte der Cercle bereits 1695 Mitglieder, die überwiegend aus der Provinz stammten. Die Undiszipliniertheit der Politiker und das Misstrauen der Ortsausschüsse gegenüber zentralistischen Organisationen bremsten jedoch die Entwicklung des Cercle, dessen Mitgliederzahl stagnierte (1781 im November 1899). Waldeck-Rousseau trat als Präsident zurück, als er Ende Juni 1899 zum Regierungschef ernannt wurde. An seine Stelle trat einer der Vizepräsidenten, Expert-Bezançon, der am 9. Februar 1899 zum Präsidenten gewählt wurde.
Die Dreyfus-Affäre verschärfte die Differenzen innerhalb der Progressiven und vereitelte die Bemühungen des Cercle, dessen Sitz im April 1900 geschlossen wurde und dessen Generalversammlung am 30. November 1900 seine Auflösung und die Liquidation seines Vermögens beschloss. Die Dreyfusards, die die Regierung Waldeck-Rousseau unterstützten, gründeten im folgenden Jahr die Alliance républicaine démocratique, während die Melinisten, die eine Annäherung an die Radikalsozialisten und die Unabhängigen Sozialisten ablehnten, 1903 die Fédération républicaine ins Leben riefen.

## Bekannte Mitglieder
- Honoré Audiffred
- Édouard Barbey
- Jules Cazot
- Albert Decrais
- Paul Deschanel
- Jules Develle
- Charles Expert-Bezançon
- Marcel Fournier
- Charles Jonnart
- Raymond Poincaré
- David Raynal
- Sully Prudhomme
- Pierre Waldeck-Rousseau